# Marsac (Charente)
Marsac ist eine französische Gemeinde mit 766 Einwohnern (Stand: 1. Januar 2022) im Département Charente in der Region Nouvelle-Aquitaine; sie gehört zum Arrondissement Angoulême und zum Kanton Val de Nouère. Die Einwohner werden Marsacois genannt.

## Geographie
Marsac liegt etwa elf Kilometer nordnordwestlich von Angoulême an der Charente. Umgeben wird Marsac von den Nachbargemeinden Saint-Genis-d’Hiersac im Westen und Norden, La Boixe im Nordosten und Osten, Vindelle im Süden und Südosten sowie Asnières-sur-Nouère im Südwesten.
Durch die Gemeinde verläuft die frühere Route nationale 139 (D939).

## Bevölkerungsentwicklung
| 1962                       | 1968 | 1975 | 1982 | 1990 | 1999 | 2006 | 2018 |
| -------------------------- | ---- | ---- | ---- | ---- | ---- | ---- | ---- |
| 515                        | 505  | 484  | 600  | 708  | 720  | 769  | 822  |
| Quellen: Cassini und INSEE |      |      |      |      |      |      |      |

## Sehenswürdigkeiten
- Kirche Saint-Protais-et-Saint-Gervais aus dem 12. Jahrhundert, seit 1941 Monument historique

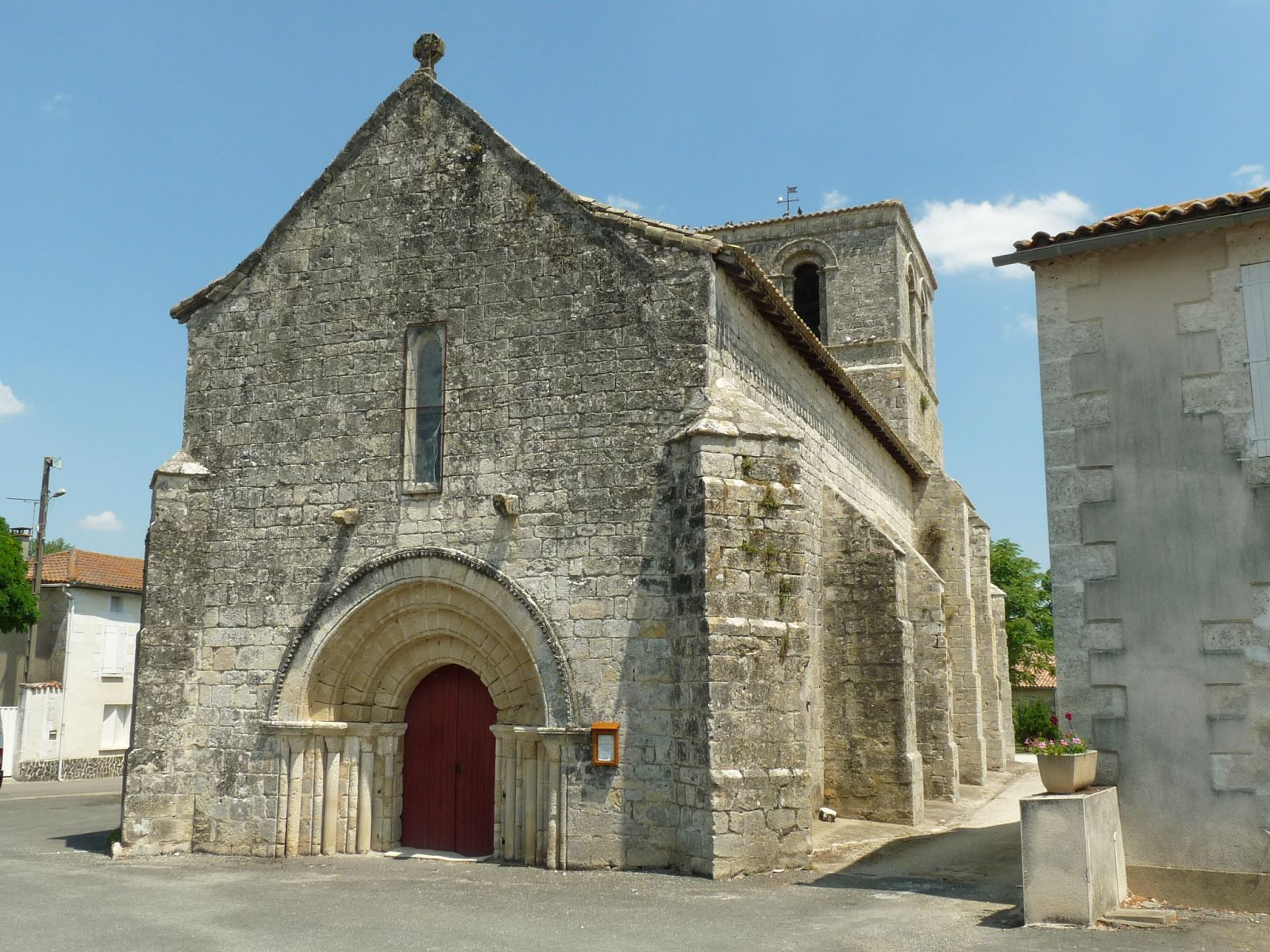
Kirche Saint-Protais-et-Saint-Gervais